# Sphaeniscus melanotrichotus
Sphaeniscus melanotrichotus är en tvåvingeart som beskrevs av Erich Martin Hering 1956. Sphaeniscus melanotrichotus ingår i släktet Sphaeniscus och familjen borrflugor.
Artens utbredningsområde är Sri Lanka. Inga underarter finns listade i Catalogue of Life.